# Lispe latana
Lispe latana är en tvåvingeart som beskrevs av John Otterbein Snyder 1949. Lispe latana ingår i släktet Lispe och familjen husflugor. Inga underarter finns listade i Catalogue of Life.